# 1993 KO
1993 KO är en asteroid i huvudbältet som upptäcktes den 20 maj 1993 av den japanska astronomen Satoru Otomo i Kiyosato.
Asteroiden har en diameter på ungefär 4 kilometer.